# پرینستن (کارولینای جنوبی)
پرینستن(به انگلیسی: Princeton) شهری در ایالت کارولینای جنوبی کشور ایالات متحده آمریکا است که جمعیت آن در سرشماری سال ۲۰۱۰ میلادی، ۶۲ نفر بوده‌است.